# Moiséi Kirpíchnikov
Moisey Elevich Kirpicznikov ( translitera al cirílico Моисей Eleva Кирпичников) ( 1913- 1995 ) fue un botánico, y explorador ruso.

## Algunas publicaciones
- 1969. The Flora of the USSR. Taxon 18 (6): 685-708

- n.n. Kaden, m.e. Kirpicznikov. 1967. Once more on fruit terminology. Taxon 16, 181-183

- 1965. Proposals for the compiling of a list of abbreviations of authors- names. Taxon 14, 11-12

- westra Lyth, utrecht Kaden, m.e. Kirpicznikov. 1965. A possible contemporary system of fruit terminology. Taxon 14: 218-223

- a. Fedorov, m.e. Kirpicznikov, z.t. Artyushenko. 1962. Atlas po opisatelnoi morfologii vishcich rastenji. Stebei i koren. Academy of Sciences, USSR

## Honores
- Consejero de la Biblioteca de la Academia de Ciencias de Rusia

### Epónimos
Género
- (Crassulaceae) Kirpicznikovia Á.Löve & D.Löve[1]

Especies
- (Asteraceae) Cephalorrhynchus kirpicznikovii Grossh.[2]
- (Asteraceae) Lactuca kirpicznikovii (Grossh.) N.Kilian & Greuter[3]
- (Asteraceae) Podospermum kirpicznikovii (Lipsch.) Gemeinholzer & Greuter[4]
- (Asteraceae) Scorzonera kirpicznikovii Lipsch.[5]
- (Campanulaceae) Campanula kirpicznikovii Fed.[6]
- (Fabaceae) Astragalus kirpicznikovii Grossh.[7]

- La abreviatura «Kirp.» se emplea para indicar a Moiséi Kirpíchnikov como autoridad en la descripción y clasificación científica de los vegetales.[8]